# René Eespere

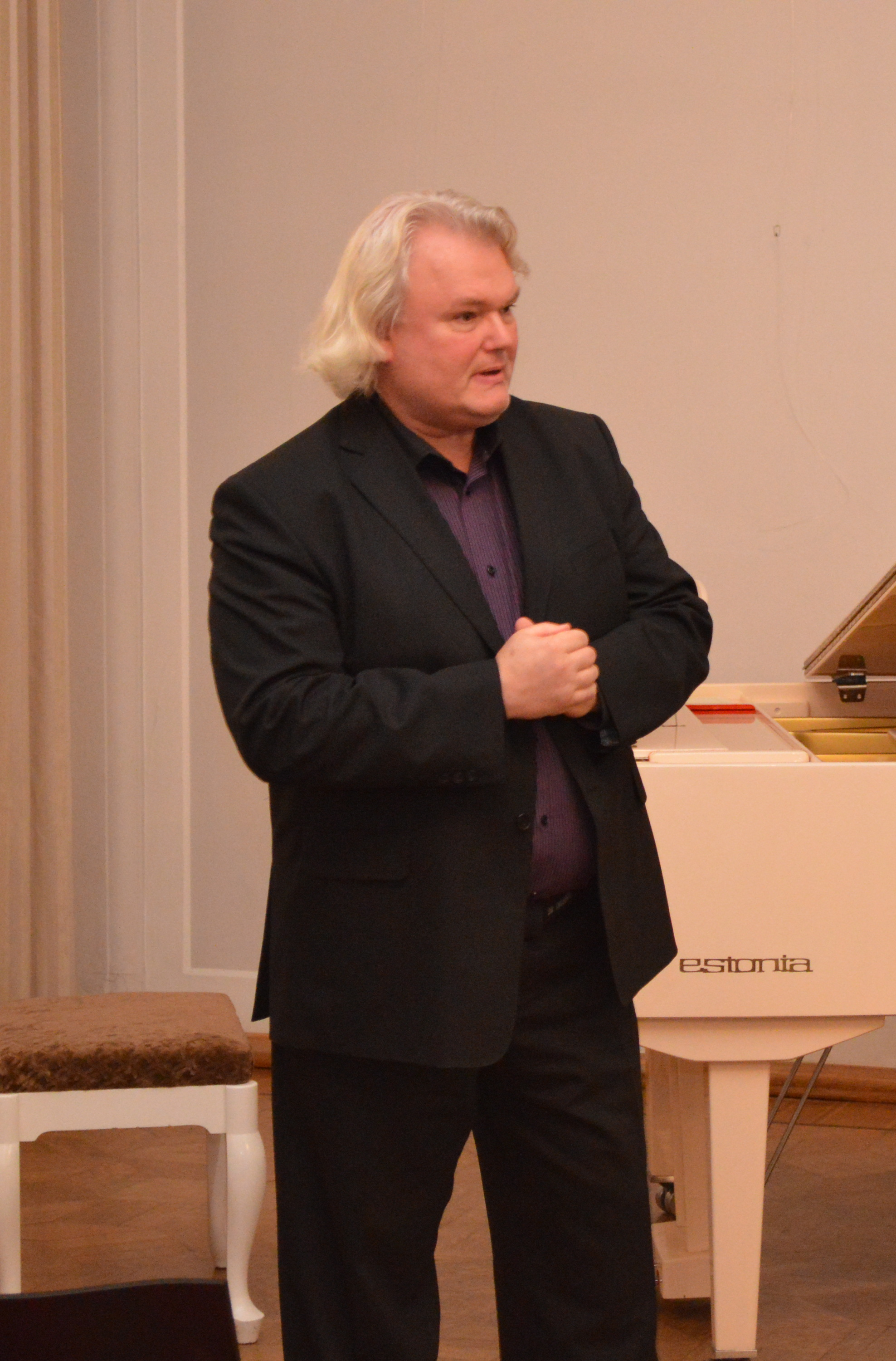
René Eespere (2013)

René Eespere (* 14. Dezember 1953 in Tallinn) ist ein estnischer Komponist.
Er studierte von 1972 bis 1977 Komposition an der Estnischen Musikakademie bei Anatoli Garšnek und danach am Moskauer Konservatorium als Assistent bei Aram Chatschaturjan und Aleksei Nikolajew. Seit 1979 unterrichtet er Komposition und Musiktheorie an der Estnischen Musikakademie.